# Floyd Red Crow Westerman
Floyd Westerman, anomenat també Red Crow, traducció a l'anglès del seu nom dakota Kanghi Duta (Corb Vermell) (Reserva índia de Sisseton-Wahpeton, Dakota del Sud, 17 d'agost de 1936 - Los Angeles, 13 de desembre de 2007) va ser un xaman d'ètnia sioux sisseton, un dels caps espirituals del seu poble. Es va graduar en art dramàtic i ha fet d'actor a diversos films com Powwow Highway, The Doors, Grey Owl, Renegades i a diversos episodis televisius (X-files). També ha estat cantautor, amb els discs Custer died for your sins (1970) i The land is your mother (1982). Ha estat membre destacat de l'AIM i ha fet diversos concerts de suport al seu poble.